# Брунета (Козенца)
Брунета је насеље у Италији у округу Козенца, региону Калабрија.
Према процени из 2011. у насељу је живело 43 становника. Насеље се налази на надморској висини од 316 м.